# Leanid Eljaszewicz
Leanid Uładzimirawicz Eljaszewicz (biał. Леанід Уладзіміравіч Эльяшэвіч, ros. Леонид Владимирович Эльяшевич, Leonid Władimirowicz Eljaszewicz; ur. 20 lutego 1951 w Czerniakach w rejonie szczuczyńskim) – białoruski zootechnik, kołchoźnik, działacz państwowy i polityk, w latach 2008–2012 deputowany do Izby Reprezentantów Zgromadzenia Narodowego Republiki Białorusi IV kadencji.

## Życiorys
Urodził się 2 lutego 1951 roku we wsi Czerniaki, w rejonie szczuczyńskim obwodu grodzieńskiego Białoruskiej SRR, ZSRR. Ukończył Witebski Instytut Weterynaryjny ze specjalnością „zootechnika”. Pracę rozpoczął w kołchozie „Krasnoje Znamia” w rejonie szczuczyńskim. Następnie odbył służbę wojskową w szeregach Armii Radzieckiej. Po jej zakończeniu pracował jako kierownik oddziału nr 2, główny zootechnik w tym samym kołchozie, główny zootechnik Urzędu ds. Gospodarstwa Wiejskiego Szczuczyńskiego Rejonowego Komitetu Wykonawczego, główny zootechnik, pierwszy zastępca przewodniczącego Szczuczyńskiego Rejonowego Zjednoczenia Przemysłu Rolnego, pierwszy zastępca kierownika urzędu – kierownik Wydziału Intensyfikacji i Produkcji Zarządzania Gospodarstwa Rolnego i Żywności Szczuczyńskiego Rejonowego Komitetu Wykonawczego, przewodniczący kołchozu im. Włodzimierza Lenina w rejonie szczuczyńskim, przewodniczący Zelwieńskiego Rejonowego Komitetu Wykonawczego.
27 października 2008 roku został deputowanym do Izby Reprezentantów Zgromadzenia Narodowego Republiki Białorusi IV kadencji z Wołkowyskiego Okręgu Wyborczego Nr 48. Pełnił w niej funkcję zastępcy przewodniczącego Stałej Komisji ds. Rolnych. Od 13 listopada 2008 roku był członkiem Narodowej Grupy Republiki Białorusi w Unii Międzyparlamentarnej. Jego kadencja w Izbie Reprezentantów zakończyła się 18 października 2012 roku.

## Odznaczenia
- Medal Jubileuszowy „Za Żołnierską Dzielność. Na Pamiątkę 100-lecia Narodzin Włodzimierza Iljicza Lenina”;
- Gramota Pochwalna Zgromadzenia Narodowego Republiki Białorusi[1].

## Życie prywatne
Leanid Eljaszewicz jest żonaty, ma dwóch synów.